# Tandzaad-orde
De tandzaad-orde (Bidentetalia) is een orde uit de tandzaad-klasse (Bidentetea). De orde omvat plantengemeenschappen van eenjarige pionierssoorten.

## Naamgeving en codering
| Bidentetalia tripartitae Br.-Bl. & Tx. 1943 |

- Natura2000-habitattypecode: (EU-code): H3270
- Syntaxoncode voor Nederland (rVvN): r30A
- BWK-karteringscode: ku*

De wetenschappelijke naam Bidentetalia is afgeleid van de botanische naam van een kensoort van de bovenliggende klasse, het veerdelig tandzaad (Bidens tripartita).

## Fysiognomie
De gemeenschappen uit de tandzaad-orde zijn fysiognomisch niet duidelijk gekarakteriseerd. Zo kent de orde zeer laagblijvende gemeenschappen waarin kruipende en liggende kruidachtigen de hoofdrol spelen (zoals in de slijkgroen-associatie, maar ook ruigten met bossig vertakte soorten (zoals in de associatie van goudzuring en moerasandijvie).

## Onderliggende syntaxa in Nederland en Vlaanderen
De tandzaad-orde wordt in Nederland en Vlaanderen vertegenwoordigd door slechts één verbond dat alhier een viertal onderliggende associaties kent.
- - tandzaad-verbond (Bidention)
    - associatie van waterpeper en tandzaad (Polygono-Bidentetum)
    - associatie van goudzuring en moerasandijvie (Rumicetum maritimi)
    - associatie van ganzenvoeten en beklierde duizendknoop (Chenopodietum rubri)
    - slijkgroen-associatie (Eleocharito acicularis-Limoselletum)

## Diagnostische taxa voor Nederland en Vlaanderen
Deze tandzaad-orde heeft voor Nederland en Vlaanderen geen specifieke kentaxa. Voor de kentaxa van de bovenliggende klasse, zie de tandzaad-klasse.

## Fotogalerij

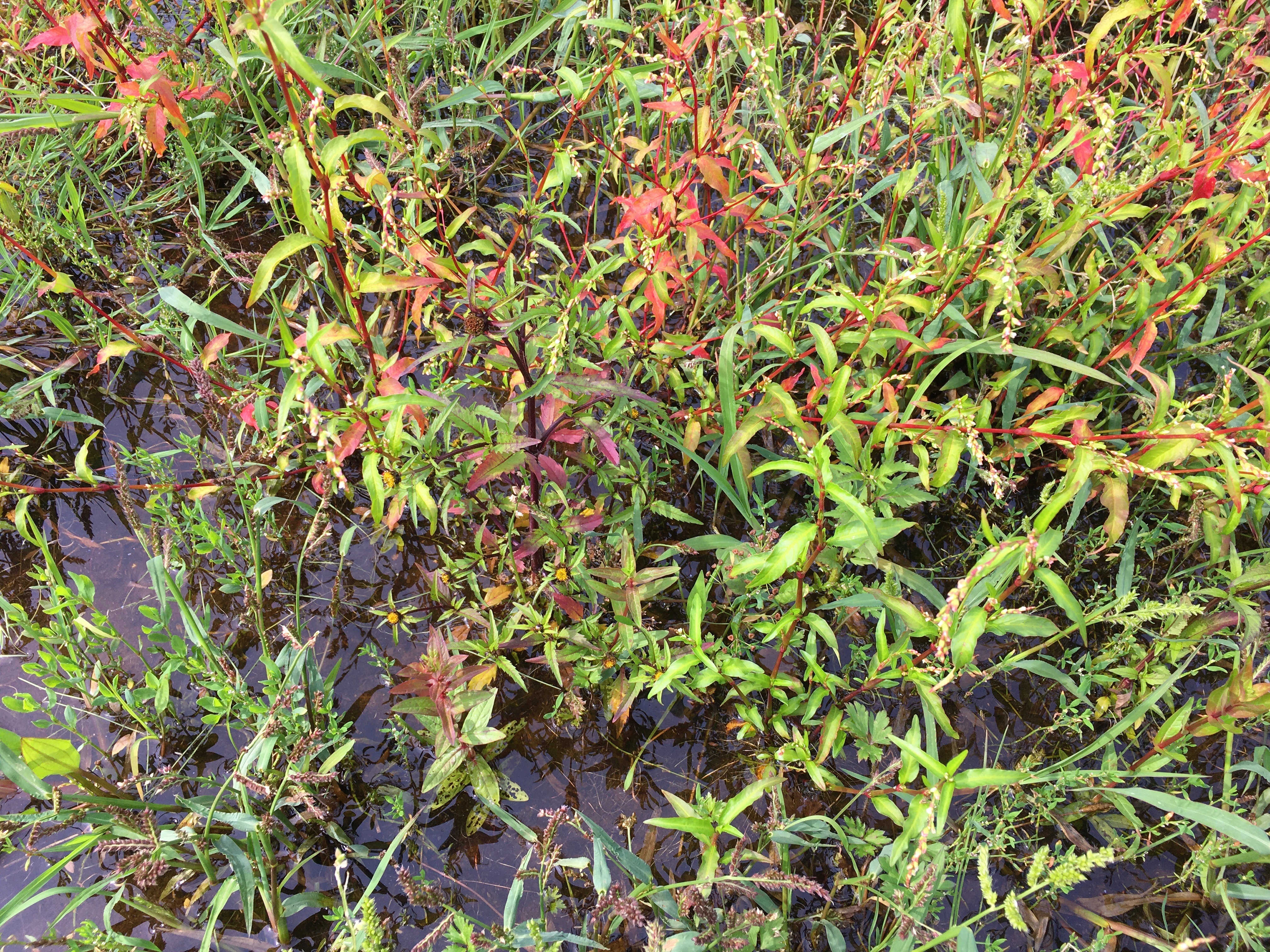
Close-up van de associatie van waterpeper en tandzaad
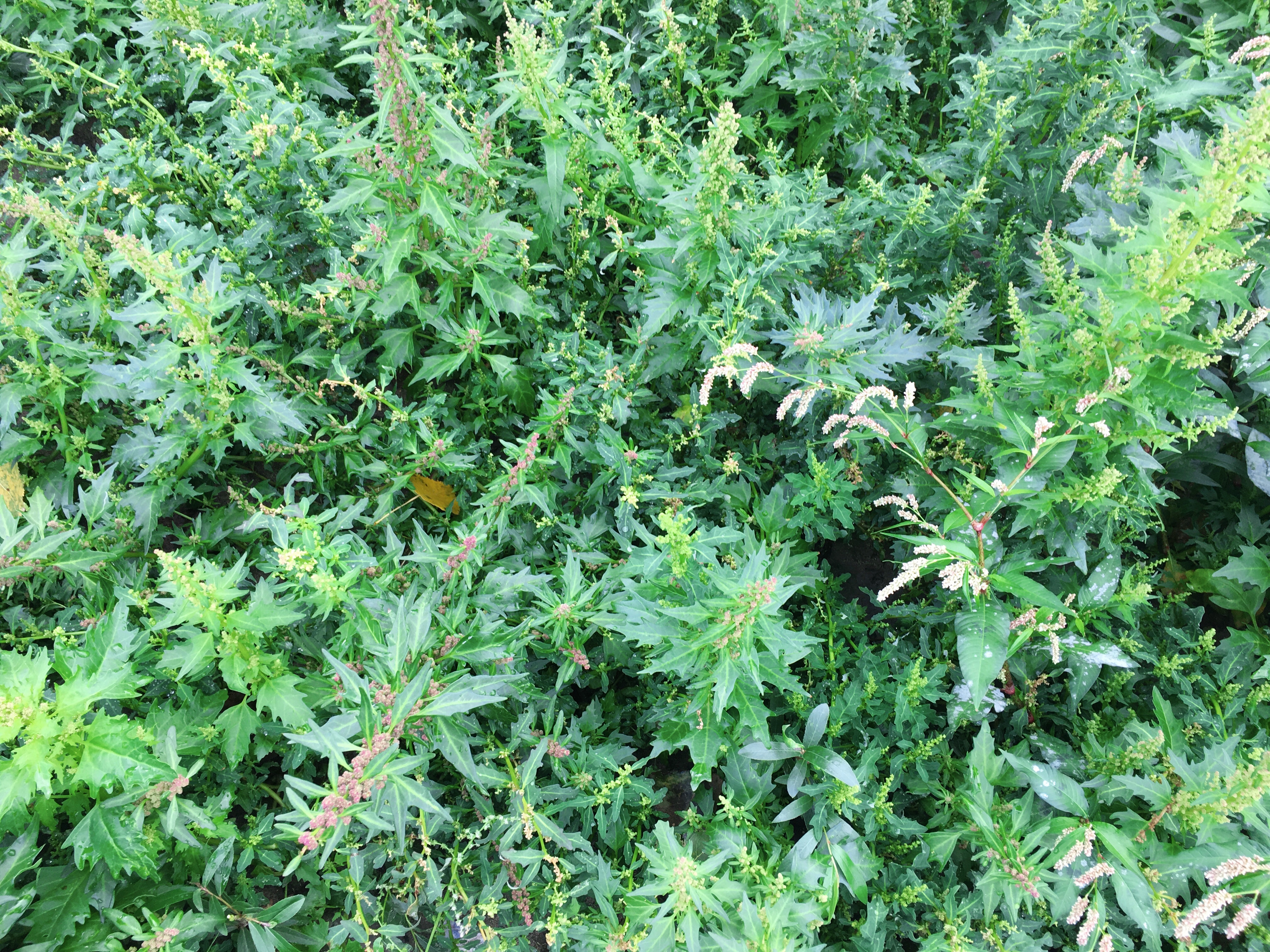
Associatie van ganzenvoeten en beklierde duizendknoop
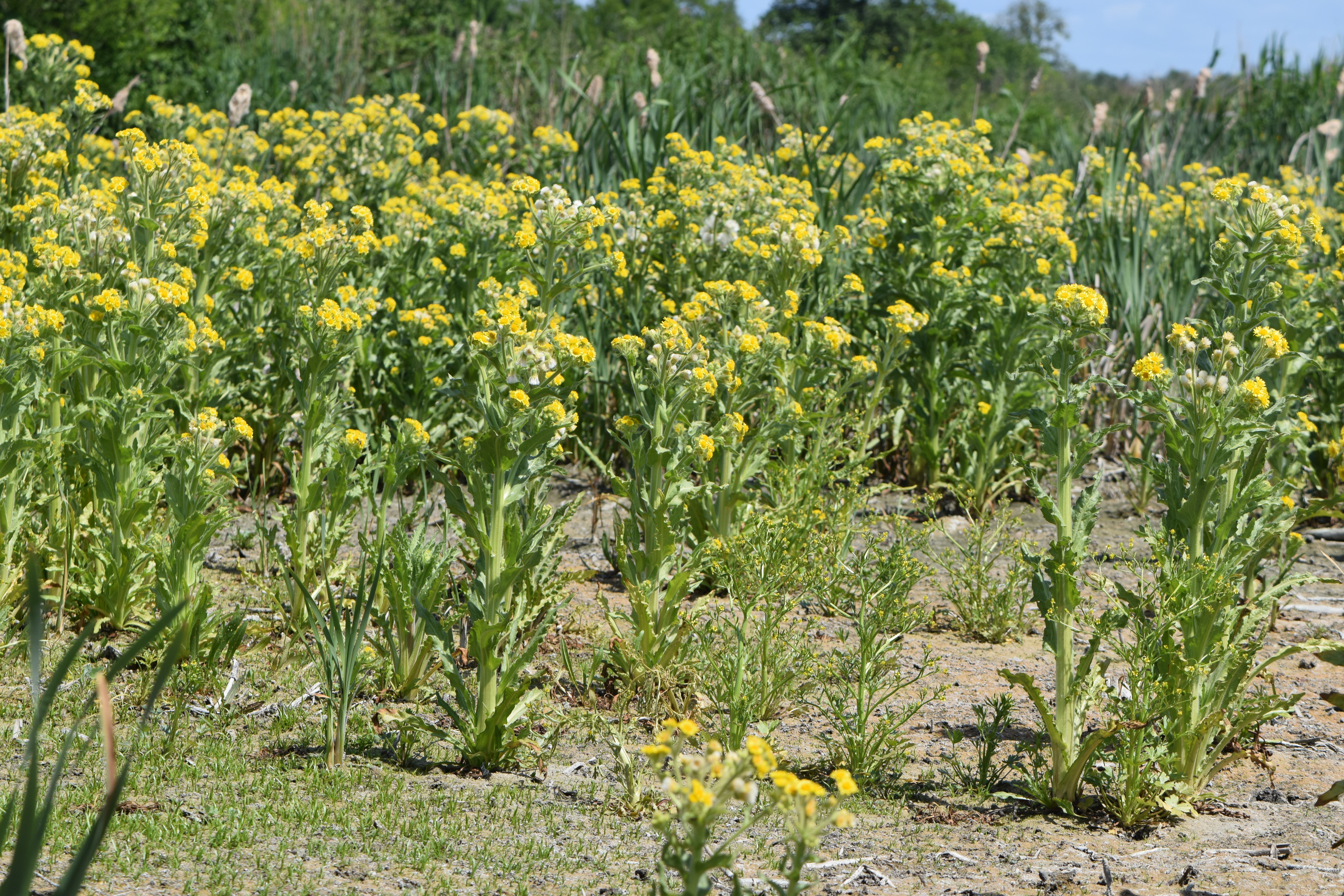
Associatie van goudzuring en moerasandijvie
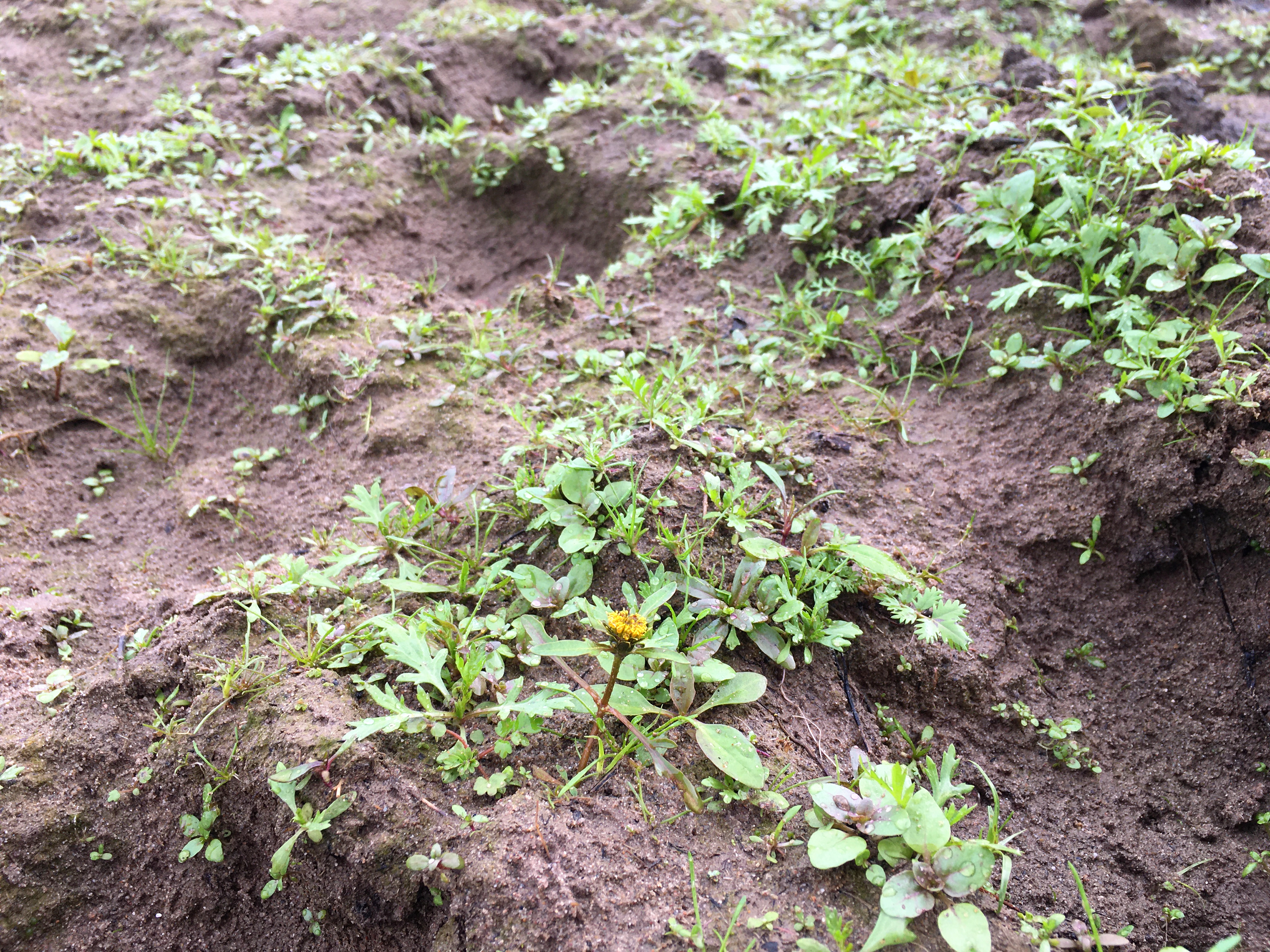
Slijkgroen-associatie